# Governo (Stato Pontificio)
Il Governo è stato il massimo organo esecutivo dello Stato Pontificio.

## Gli anni 1847-48
Il governo pontificio fu istituito nel 1847, un anno di profonde riforme. Fino ad allora la forma di governo dello Stato della Chiesa era quella della monarchia assoluta: non vi era separazione dei poteri; non vi era un parlamento. Il vertice dell'amministrazione statale era costituito dalla Segreteria di Stato, composta dalle seguenti cariche:
- il Cardinal Segretario di Stato, che presiedeva agli affari interni ed esteri;
- il Cardinale Camerlengo, che sovrintendeva all'industria e al commercio;
- il Cardinale Vicario, al quale era affidata la polizia dei costumi;
- il Cardinale Presidente della Congregazione del Buon Governo, cui spettava la vigilanza sugli atti delle amministrazioni locali.

Tali personalità erano nominate e revocate dal pontefice, verso cui era stabilito un rapporto di fiducia personale. Essi rispondevano direttamente al pontefice per tutti i loro atti. La prima riforma istituzionale fu approvata in aprile: Papa Pio IX creò la Consulta di Stato, istituzione che rappresentava legalmente le province. La Consulta era formata da un cardinale presidente, un prelato come vicepresidente e 24 consiglieri nominati per provincia. Ogni provincia doveva avere un consigliere, Bologna due e Roma (con l'Agro Romano) quattro.

Il 12 giugno 1847 il pontefice istituì il Consiglio dei Ministri con un Motu proprio. L'organo aveva funzioni consultive.

Con un altro Motu proprio Pio IX istituì, l'Alto Consiglio e il Consiglio dei Deputati (14 ottobre).
 
Infine, con un terzo motu proprio pubblicato il 30 dicembre, fu formato il primo Governo, presieduto dal cardinale Gabriele Ferretti.

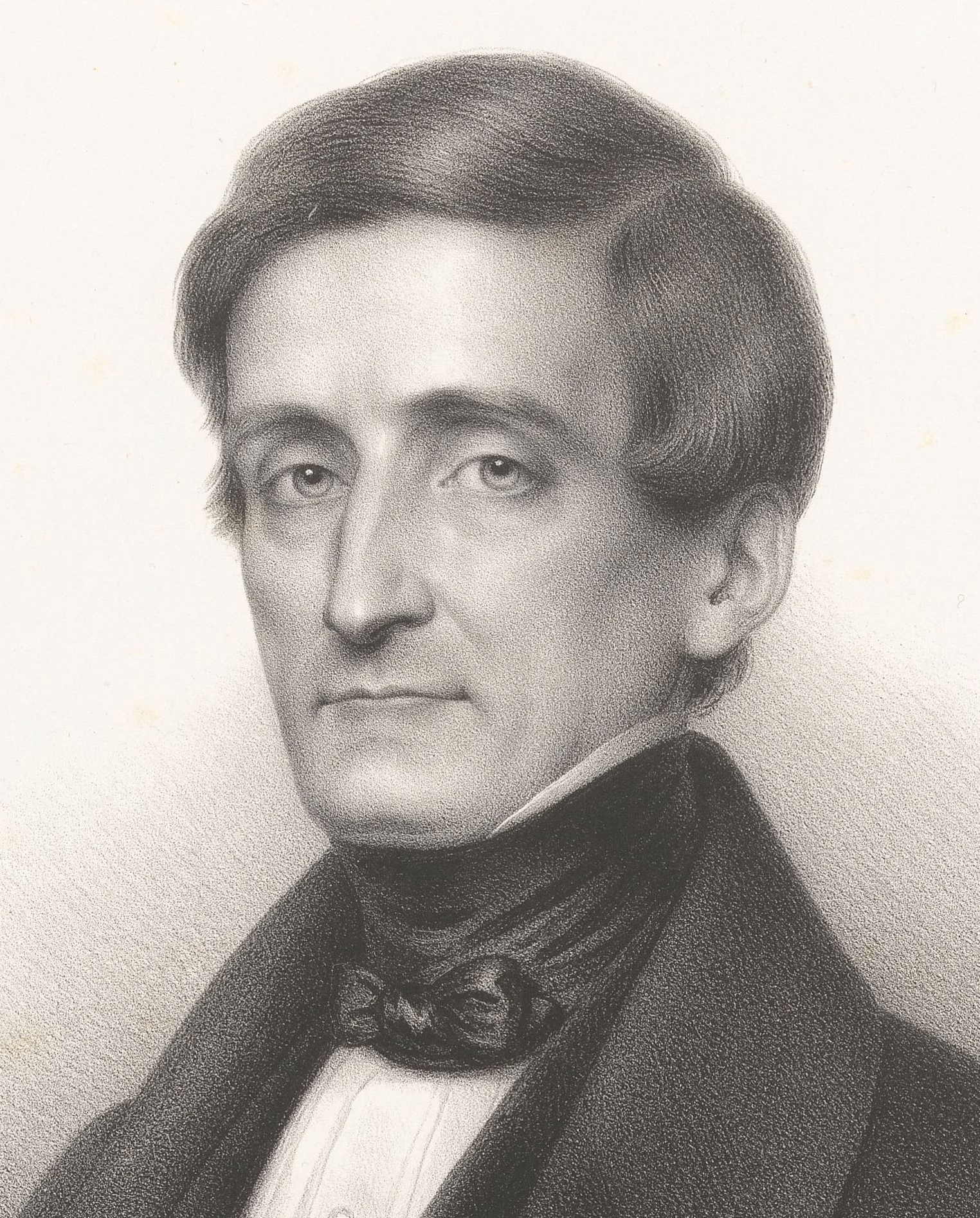
Pellegrino Rossi, ultimo ministro dell'Interno laico nel 1848.

Il governo fu concepito come un'emanazione della Segreteria di Stato. Formalmente, infatti, il Segretario di Stato era anche Presidente del Consiglio dei Ministri. Nella prassi, l'azione di governo era guidata dal ministro della Polizia (cioè il ministro dell'Interno), nuovo dicastero che non aveva legami con le Congregazioni, da cui originarono gli altri ministeri. Il primo governo fu formato da nove ministri. Il 21 gennaio 1848 il cardinal Ferretti rassegnò le dimissioni. Il nuovo governo, guidato dal cardinale Giuseppe Bofondi, ebbe all'inizio solo ministri ecclesiastici, ma il 12 febbraio, due giorni dopo il famoso proclama: “Benedite, gran Dio, l'Italia e conservatele il dono di tutti il più prezioso, la Fede”, entrarono nel governo per la prima volta alcuni ministri laici.
Il 10 marzo del 1848, alla vigilia della promulgazione dello Statuto dello Stato Pontificio da parte di Pio IX, venne formato il primo governo costituzionale. Nello Statuto il governo era indicato come l'organo che guidava i lavori delle due camere legislative, l'Alto Consiglio e il Consiglio dei Deputati. Oltre ad esse, era istituita una terza assemblea, il Consiglio di Stato: esso era incaricato di redigere, sotto la direzione del governo, i progetti di legge e i regolamenti dell'amministrazione pubblica, oltre a fornire un parere sulle difficoltà in materia governativa.
Il 10 settembre entrò nel governo pontificio come ministro degli Interni Pellegrino Rossi, già ambasciatore per il Granducato di Toscana. Dopo le dimissioni del presidente del Consiglio Odoardo Fabbri (16 settembre), fu nominato suo successore. La mattina del 15 novembre fu assassinato da cospiratori. Nove giorni dopo, con la città in rivolta, Pio IX lasciò Roma per Gaeta, dove fu ospite del Re di Napoli Ferdinando II.

## Dal 1850 al 1870
Pio IX rientrò a Roma il 12 aprile 1850. Dopo il ripristino della sovranità pontificia vennero dichiarati nulli tutti gli atti pubblicati dopo il 16 novembre 1848 (cioè dopo l'assassinio di Pellegrino Rossi). Degli organi costituzionali creati con lo Statuto vennero conservati il Consiglio dei ministri e il Consiglio di Stato. I due rami del Parlamento non vennero ripristinati.
 
Per quanto riguarda il governo, i ministeri furono affidati esclusivamente ad ecclesiastici, con la sola eccezione del ministero delle Armi. La carica di Presidente del Consiglio, come già in passato, fu riservata al Segretario di Stato. In sostanza il governo fu sempre guidato dal cardinale Giacomo Antonelli.
Il nuovo ordinamento del potere esecutivo fu istituito con editto del segretario di Stato del 10 settembre 1850. 
Il governo della Santa Sede si componeva di cinque ministeri (art. 1):
- Interno;
- Grazia e giustizia;
- Finanze;
- Commercio, agricoltura, industria, belle arti e lavori pubblici;
- Armi.

Veniva istituita la carica di Ministro di Stato, il quale era rivestito di particolari funzioni (art. 2). 
Le relazioni del governo della Santa Sede con gli altri Stati rimanevano affidate al Segretario di Stato (art. 5). Inoltre, qualunque affare con l’estero, anche se di competenza di uno dei cinque ministeri, doveva essere trattato di concerto con la Segreteria di Stato: i ministri non potevano corrispondere direttamente con governi o rappresentanti esteri (art. 7).
Il Segretario di Stato convoca i ministri e presiede il consiglio dei ministri (art. 9). Egli sovraintende l’azione di governo: l’emanazione degli atti legislativi è una sua prerogativa (art. 6), così come la tutela dei confini dello Stato (art. 8).
I ministri: 
- redigono i progetti di legge e li sottopongono al sovrano pontefice per l’approvazione;
- pubblicano e diramano le leggi e gli ordini sovrani affinché vengano eseguiti (art. 12);
- dirigono la parte di amministrazione pubblica loro affidata e ne firmano il bilancio annuale (art. 18).

I ministri sono nominati e revocabili dal sovrano pontefice (art. 63). Prima di entrare in carica essi prestano giuramento nelle mani del Segretario di Stato (art. 64).
Il Ministro dell’Interno presiede alla pubblica amministrazione dello Stato, ai diversi livelli: provinciale e municipale, provinciale e governativo (art. 19). Dipende dal Ministero dell’Interno anche la direzione generale della Polizia di Stato (art. 21). Spettano allo stesso ministero la direzione del giornale ufficiale e le norme per la censura delle stampe (art. 22).
Il Ministro di Grazia e giustizia presiede all’amministrazione della giustizia, civile e penale (art. 23). Tra le sue principali attribuzioni vi è anche la disciplina dell’ordine giudiziario (art. 27). I tribunali e i giudici che li compongono sono tutti dipendenti da questo ministero (art. 24). Le domande di Grazia, prima di essere esaminate dal Sommo pontefice, sono ricevute dal suo dicastero (art.25). Sono nelle attribuzioni di detto ministero anche la raccolta periodica delle leggi e degli atti di governo, da pubblicarsi trimestralmente.
Il Ministero delle Finanze amministra le proprietà e le rendite dello Stato (art. 29). Le fabbriche, le miniere, le cave e tutti i diritti fiscali appartengono a questo ministero (art. 30). Fa versare nelle casse pubbliche le rendite dello Stato (art. 34); è suo compito anche la gestione del debito pubblico (art. 31). 
Il ministro mette a disposizione degli altri ministeri i fondi occorrenti al loro sostentamento (art. 36); riunisce i conti preventivi e consuntivi da ciascun ministero e forma il preventivo ed il consuntivo generale dello Stato (art. 35). I segretari e cancellieri della Camera Apostolica sono dipendenti del ministero delle Finanze (art. 37).
Il Ministero del commercio, agricoltura, industria, belle arti e lavori pubblici sovraintende tutto ciò che riguarda i rispettivi settori. Ad esempio, per il commercio dipendono da questo ministero (art. 41):
- Camere e istituti commerciali;
- Borse, sensali  e agenti di cambio;
- Marina mercantile
- Dichiarazioni di proprietà intellettuale;
- Istituti di belle arti;
- Tutela delle antichità e dei monumenti pubblici.

Al Ministero delle armi spetta l’ordinamento, la disciplina e l’amministrazione dell’esercito pontificio, nonché delle caserme e di tutti i presidi di difesa dello Stato.
Il Consiglio dei ministri discute degli affari più gravi di ciascuno dei cinque ministeri (art. 47 e segg.). Si riunisce una volta alla settimana (art. 55). Di norma è convocato dal Segretario di Stato, ma può essere riunito anche dal sovrano pontefice (art. 53). Alle adunanze del Consiglio possono intervenire anche i ministri di Stato (art. 54). Il Consiglio delibera a maggioranza dei voti; in caso di parità si uniforma alla volontà del presidente (art. 57). I provvedimenti del Consiglio dei ministri non sono immediatamente efficaci, ma vengono sottoposti al sovrano pontefice per l’approvazione (artt. 59-61).
Il 10 marzo 1853 il ministero di Grazia e Giustizia venne assorbito dal Ministero dell'Interno.

Gli ecclesiastici cessati dalla carica di governo o nominati cardinali poterono partecipare ugualmente al Consiglio dei ministri, con l'assenso del pontefice, nelle vesti di ministri senza portafoglio. Alle riunioni partecipò sempre anche il Direttore generale di Polizia.

## Cronotassi dei governi
Da maggio 1848 la guida effettiva del governo viene esercitata dal ministro dell'Interno. Il suo nome si affianca pertanto a quello del Segretario di Stato.
- Tommaso Pasquale Gizzi (12 giugno - 29 dicembre 1847)
- Gabriele Ferretti (30 dicembre 1847 - 20 gennaio 1848)
- Giuseppe Bofondi (21 gennaio – 9 marzo 1848)
- Giacomo Antonelli - Gaetano Recchi (10 marzo – 2 maggio 1848), primo governo costituzionale;
- Antonio Francesco Orioli - Terenzio Mamiani (4 maggio – 3 agosto 1848), durante questo ministero avvenne l'inaugurazione del Parlamento (5 giugno);
- Giovanni Soglia Ceroni - Odoardo Fabbri (6 agosto – 15 settembre 1848),
- Giovanni Soglia Ceroni - Pellegrino Rossi (16 settembre - 15 novembre 1848),
- Carlo Emanuele Muzzarelli - Giuseppe Galletti (20 novembre - 29 dicembre 1848)[11]
- Repubblica Romana (1849-1850)
- Giacomo Antonelli (10 settembre 1850 - 19 settembre 1870)

Con la presa di Roma da parte del Regio Esercito, avvenuta il 20 settembre 1870, lo Stato Pontificio venne conquistato ed annesso al Regno d'Italia. Tutte le terre precedentemente sotto il governo Pontificio passarono sotto il Governo del Regno d'Italia. In quel periodo era in carica il governo Lanza (1869 - 1873).
| Governi dello Stato Pontificio dal 1847 al 1848 | Governi dello Stato Pontificio dal 1847 al 1848                            | Governi dello Stato Pontificio dal 1847 al 1848      | Governi dello Stato Pontificio dal 1847 al 1848 | Governi dello Stato Pontificio dal 1847 al 1848               | Governi dello Stato Pontificio dal 1847 al 1848                   | Governi dello Stato Pontificio dal 1847 al 1848     | Governi dello Stato Pontificio dal 1847 al 1848       | Governi dello Stato Pontificio dal 1847 al 1848                                                 |
| Cariche                                         | Gizzi (12 giugno - 29 dicembre 1847)                                       | Ferretti (30 dicembre 1847 - 20 gennaio 1848)        | Bofondi (21 gennaio – 9 marzo 1848)             | Antonelli-Recchi (10 marzo – 2 maggio 1848)                   | Orioli-Mamiani (4 maggio – 3 agosto 1848)                         | Soglia Ceroni-Fabbri (6 agosto – 15 settembre 1848) | Soglia Ceroni-Rossi (16 settembre - 15 novembre 1848) | Muzzarelli-Galletti (20 novembre - 29 dicembre 1848)                                            |
| ----------------------------------------------- | -------------------------------------------------------------------------- | ---------------------------------------------------- | ----------------------------------------------- | ------------------------------------------------------------- | ----------------------------------------------------------------- | --------------------------------------------------- | ----------------------------------------------------- | ----------------------------------------------------------------------------------------------- |
| Presidente e Ministro dell'Estero               | Tommaso Pasquale Gizzi (fino al 5 luglio)Gabriele Ferretti (dal 17 luglio) | Gabriele Ferretti                                    | Giuseppe Bofondi                                | Giacomo Antonelli                                             | Antonio Francesco Orioli                                          | Giovanni Soglia Ceroni                              | Giovanni Soglia Ceroni                                | Carlo Emanuele Muzzarelli                                                                       |
| Ministro dell'Interno                           | Non nominato                                                               | Camillo Amici                                        | Francesco Pentini                               | Gaetano Recchi (nobile)                                       | Terenzio Mamiani (nobile)                                         | Odoardo Fabbri (nobile)                             | Pellegrino Rossi (nobile)                             | Giuseppe Galletti (laico)                                                                       |
| Ministro delle Finanze                          | Giacomo AntonelliCarlo Luigi Morichini                                     | Carlo Luigi Morichini                                | Carlo Luigi Morichini                           | Carlo Luigi MorichiniAnnibale Simonetti (nobile)              | Giuseppe Lunati (laico)                                           | Lauro Lauri (nobile)                                | Pellegrino Rossi (ad interim)                         | Giuseppe Lunati (laico)                                                                         |
| Ministro dei Lavori pubblici                    | Francesco Saverio Massimo                                                  | Francesco Saverio Massimo (deceduto)Giovanni Rusconi | Francesco Sturbinetti (laico)                   | Marco Minghetti (nobile)                                      | Mario Massimo (nobile)                                            | Pietro Guarini (nobile)                             | Mario Massimo                                         | Pietro Sterbini (laico)                                                                         |
| Ministro del Commercio                          | Tommaso Riario Sforza                                                      | Tommaso Riario Sforza                                | Giuseppe Pasolini (nobile)                      | Mario Massimo (nobile)                                        | Mario Massimo                                                     | Pietro Guarini (ad interim)                         | Antonio Montanari (laico)                             | Pietro Sterbini                                                                                 |
| Ministro di Grazia e giustizia                  | Roberto Roberti                                                            | Roberto Roberti                                      | Roberto Roberti                                 | Francesco Sturbinetti (laico)                                 | Pasquale De Rossi (laico)                                         | Pasquale De Rossi                                   | Felice Cicognani (laico)                              | Giovanni Battista Sereni (laico)                                                                |
| Ministro delle Armi                             | Lavinio Spada de' MediciGiovanni Rusconi                                   | Giovanni RusconiPompeo Gabrielli (nobile)            | Pompeo Gabrielli                                | Camillo Aldobrandini (nobile)                                 | Filippo Andrea Doria Pamphili (nobile)Pompeo di Campello (nobile) | Francesco Lovatelli (nobile)                        | Mario Massimo (ad interim)                            | Pompeo di Campello (nobile)                                                                     |
| Segretario del Consiglio dei ministri           | Camillo Amici                                                              | Enea Sbarretti                                       | Enea Sbarretti                                  | Enea Sbarretti                                                | Non nominato                                                      | Non nominato                                        | Francesco Cerroti (facente funzioni)                  | Francesco Cerroti (facente funzioni)                                                            |
| Altri ministeri                                 |                                                                            | Ministro dell'Istruzione Giuseppe Mezzofanti         | Ministro dell'Istruzione Giuseppe Mezzofanti    | Ministro dell'Istruzione Giuseppe MezzofantiCarlo Vizzardelli | Ministro degli Affari esteri secolari Giovanni Marchetti (nobile) | [ 18 ]                                              | Ministro dell'Istruzione Carlo Vizzardelli            | Ministro degli Affari esteri Terenzio Mamiani della Rovere (nobile)Giuseppe Lunati (ad interim) |

| Governo Antonelli (10 settembre 1850 - 19 settembre 1870) | Governo Antonelli (10 settembre 1850 - 19 settembre 1870) | Governo Antonelli (10 settembre 1850 - 19 settembre 1870)           | Governo Antonelli (10 settembre 1850 - 19 settembre 1870) | Governo Antonelli (10 settembre 1850 - 19 settembre 1870) | Governo Antonelli (10 settembre 1850 - 19 settembre 1870)                    |
| Data                                                      | Presidente                                                | Ministro dell'Interno                                               | Ministro delle Finanze                                    | Ministro del Commercio, ecc.                              | Ministro delle Armi                                                          |
| --------------------------------------------------------- | --------------------------------------------------------- | ------------------------------------------------------------------- | --------------------------------------------------------- | --------------------------------------------------------- | ---------------------------------------------------------------------------- |
| 1850                                                      | Cardinale Giacomo Antonelli, Segretario di Stato          | Monsignor Domenico Savelli                                          | Commendator Angelo Galli                                  | Commendator Camillo Jacobini                              | Generale Guglielmo de Kalbermatten (1850)                                    |
| 1851                                                      |                                                           |                                                                     |                                                           |                                                           | Principe Domenico Orsini (1851-53)                                           |
| 1853                                                      |                                                           | Monsignor Teodolfo Mertel                                           |                                                           |                                                           | Generale di Brigata Filippo Farina, Pro-Ministro (1854-57)                   |
| 1857                                                      |                                                           |                                                                     | Monsignor Giuseppe Ferrari                                | Monsignor Giuseppe Milesi Pironi Ferretti                 | Carica vacante                                                               |
| 1860                                                      |                                                           | Monsignor Andrea Pila                                               |                                                           | Monsignor Camillo Amici                                   | Monsignor Saverio de Merode, Pro-Ministro (18 aprile 1860 - 20 ottobre 1865) |
| 1862                                                      |                                                           |                                                                     |                                                           | Barone Pier Domenico Costantini Baldini                   |                                                                              |
| 1866                                                      |                                                           | Monsignor Luigi Antonio de Witten (21 ottobre 1865 - 19 sett. 1870) |                                                           |                                                           | Generale Hermann Kanzler, Pro-Ministro (28 ottobre 1865 - 19 settembre 1870) |